# József Heszlényi
József Heszlényi, ungarisch Vitéz Heszlényi József, geb. Heyszl (* 24. Juli 1890 in Igló (Neudorf), Königreich Ungarn; † 2. Juni 1945 in der Sowjetunion, nach anderen Quellen 8. Mai 1945 in Zwettl) war österreichisch-ungarischer und ungarischer Offizier der ungarischen Streitkräfte im Ersten und Zweiten Weltkrieg. Zuletzt hatte er den Rang eines Generalobersten inne. Heszlényi war Inhaber des Ritterkreuz des Eisernen Kreuzes.

## Leben

### Österreich-Ungarn und Erster Weltkrieg
Heszlényis Geburtsname war Heystl. Er war der Sohn eines Majors der Artillerie. Seine Reifeprüfung bestand der junge Heystl ausgezeichnet. Anschließend besuchte Heszlényi die k.u.k. Technische Universität in Mödling. Am 18. August 1911 erfolgte seine Beförderung zum Leutnant und am 1. September 1911 die Zuteilung zum k.u.k. 6. Feldartillerie-Regiment. In diesem verblieb er bis Ende 1912. Während dieser Zeit war er von April bis Juni 1912 Student an der Artillerieschule in Hajmáskér. 1913 erfolgte seine Versetzung zum königlich-ungarischen 1. Feldartillerie-Regiment. Hier besuchte er von Oktober 1913 bis Ende April 1914 erneut die Artillerieschule. Im Mai 1914 kehrte Heszlényi zu seinem Regiment zurück.
Zum 1. August 1914 zum Oberleutnant befördert, wurde sein Feldartillerie-Regiment nach Ausbruch des Ersten Weltkriegs an die Front zu Serbien verlegt. Dort war Heszlényi an den Gefechten an der Drinischen Passage und an den Stellungskämpfen am Ufer der Drina involviert. Hier wurde Heszlényi am 5. Dezember 1914 durch Artilleriebeschuss an seiner Brust schwer verwundet. Nach einem dreimonatigen Lazarettaufenthalt in Budapest kehrte Heszlényi am 8. März 1915 zum Felddienst zurück. Dort erfolgte bis zum 1. April 1915 seine Verwendung im Kommando der Artilleriebrigade. Am 2. April 1915 kehrte Heszlényi zum königlich-ungarischen 1. Feldartillerie-Regiment zurück, dass an der Ostfront eingesetzt wurde. Am 1. September 1915 wurde Heszlényi zum königlich-ungarischen 2. Feldartillerie-Regiment versetzt, wo er bis Mitte November 1915 als Batteriechef fungierte. Am 17. November 1915 erfolgte seine Ernennung zum Kommandeur der königlich-ungarischen 1. Feldartillerie-Abteilung, die er bis Ende März 1917 befehligte. Anschließend war Heszlényi von April bis Mai 1917 erneut Student. Dieses Mal an der Höheren Artillerie-Offiziersschule in Przemyśl. Von Juni bis Anfang Dezember 1917 diente der am 1. November 1917 zum Hauptmann beförderte Heszlényi als Stabsoffizier in der k.u.k. 71. Feldartilleriebrigade. Die folgenden Monate war er Student an der Artillerie-Ingenieurschule in Hajmáskér. Ferner besuchte er einen Truppenführungskurs sowie im September 1918 einen Giftgas-Kurs in Berlin.

### Ära Horthy und Zweiter Weltkrieg
Nach dem Ersten Weltkrieg hatte Heszlényi vom 21. November bis 14. Dezember 1918 den Status eines Reservisten inne. Danach arbeitete er bis Mitte Januar 1919 als Artilleriesachbearbeiter im Bezirkskommando von Kassa. Nach einem kurzen Gastspiel als Chef der 2. Batterie des 140. Feldartillerie-Regiments, wechselte Heszlényi am 2. April 1919 zum Kriegsministerium nach Budapest über. Dort fungierte er zunächst als Leiter der 50. Abteilung sowie danach bis Ende August 1930 in verschiedenen Abteilungen als Sachbearbeiter; zuletzt von September 1926 an als Inspektor. Während dieser Zeit war Heszlényi am 1. Mai 1926 zum Major befördert worden, hatte 1923 seinen Geburtsnamen abgelegt und wurde mit dem Namen Vitez geweiht. Anschließend fungierte Heszlényi von September 1930 bis Anfang August 1933 als Professor an der ungarischen Militärakademie und lehrte die Fächer Waffen- und Schießkunde. Die Beförderung zum Oberstleutnant erfolgte bereits zum 1. November 1931. Zum 1. August 1933 wechselte Heszlényi in das Kriegsministerium nach Budapest über. Dort fungierte der am 1. November 1935 zum Oberst beförderte Heszlényi bis 21. August 1936 in verschiedenen Abteilungsleiterfunktionen. Daran anschließend war er vom 21. August 1936 bis 15. Januar 1939 Adjutant des Oberbefehlshabers des königlich-ungarischen Honved Hugó Sóny.
Am 15. Januar 1939 übernahm Heszlényi als Kommandeur die königlich-ungarische 23. Honved-Infanteriebrigade, die er sodann bis Ende Februar 1940 kommandierte. Anschließend kommandierte er von März bis Anfang November 1940 die königlich-ungarische 2. motorisierte Brigade. Hier wurde Heszlényi am 1. Juli 1940 zum Generalmajor befördert. Im November 1940 kehrte Heszlényi wieder zum Kriegsministerium nach Budapest zurück. Dort war er bis Mitte November 1942 zunächst Gruppenführer und zuletzt Obergruppenführer. In der Funktion des Obergruppenführers war Heszlényi am 29. September 1942 zum Generalleutnant befördert worden.
Im Januar 1942 unterbreitete Heszlényi während einer Besprechung in Berlin, an der auch Vertreter des Reichsministeriums für die besetzten Ostgebiete und des Reichssicherheitshauptamts teilnahmen, dem Oberkommando der Wehrmacht den Wunsch der ungarischen Regierung, weiterhin Juden, die illegal nach Ungarn geflohen waren, in Gebiete östlich des Dnjestr deportieren zu dürfen. Bei gleichartigen Deportationen, die zum Massaker von Kamenez-Podolsk mit 23.000 Toten geführt hatten, hatte es im August 1941 Koordinationsprobleme zwischen den Deutschen und den Ungarn gegeben. Im Juli 1942 bat der ungarische Militärattaché in Berlin, Generalmajor Sándor Homlok, die Angelegenheit einer definitiven Lösung zuzuführen.
Am 15. November 1942 wurde Heszlényi zum Kommandierenden General des IV. Korps ernannt, welches er bis 19. September 1944 führte. Das Korps übernahm er dabei am 6. Dezember 1942, dass zu dieser Zeit am Don im Einsatz stand. Das Korps gliederte sich in die 7., 10. und 13. Infanterie-Division im Verband der 2. Armee. Die 2. Armee und damit auch das IV. Korps wurde im Januar 1943 im Zuge der Operation Ostrogoschsk-Rossosch faktisch vernichtet. Die Reste des Korps sammelten sich zur Wiederaufstellung im Raum Pécs. Das Korps unter Heszlényi konnte bis September 1944 nur noch sporadisch in weitere Kämpfe eingreifen.
Am 20. September 1944 wurde die Aufstellung der 3. Armee beschlossen, dessen Oberbefehlshaber Heszlényi am 19. September 1944 wurde. Die 3. Armee gliederte sich in das IV. Korps sowie das VIII. Korps und unterstand, wie die ungarische 1. und 2. Armee deutschen Kommandobehörden. Die Armee erhielt von der deutschen Führung nur eine Aufgabe: Verhinderung von weiteren Gebietsverlusten an die Rote Armee. Am 6. Anfang Oktober 1944 griff die 53. Armee diese Front an und durchbrach sie. Die 3. Armee unter Heszlényi zog sich daraufhin bis hinter die Theiß zurück, wobei die Armee hohe Verluste erlitt. Die Schuld an den Verlusten der 3. Armee wird in der ungarischen Fachliteratur dabei Generaloberst Johannes Frießner gegeben, der um die überzogene Front der 3. Armee wusste und nichts tat, diese durch andere Verbände zu verstärken. Die Rote Armee nutzte die „dünne“ Verteidigungsstellung der 3. Armee sodann aus.
Große Teile der restlichen 3. Armee zogen sich nach dem Durchbruch der Roten Armee in die Donaubrückenköpfe zurück. Über die am 15. Oktober 1944 von Miklós Horthy verlautbarte Proklamation war Heszlényi nicht informiert worden. Da widersprüchliche Befehle in seinem Oberkommando eingingen, entschied sich Heszlényi seine Armee in Warteposition zu versetzen. Am 16. Oktober 1944 wurde der Pfeilkreuzler Ferenc Szálasi zum ungarischen Ministerpräsident ernannt, der zum weiteren Kampf gegen die Sowjetunion an der Seite der Wehrmacht aufrief. Die 3. Armee unter Heszlényi zog sich unter punktuellen Angriffen vor der Roten Armee bis Mitte Oktober 1944 weiter zurück. Am 28. Oktober 1944 erhielt Heszlényi das Ritterkreuz des Eisernen Kreuzes verliehen. Er bekam es unter anderem als Armeeoberbefehlshaber und seiner hinhaltenden taktischen Führung, deren Zeitgewinn es ermöglichte, Budapest für die kommende Schlacht vorzubereiten. Am 1. November 1944 erfolgte seine Beförderung zum Generaloberst durch den Verteidigungsminister und Generalstabschef Károly Beregfy.
Teile der 3. Armee kämpften die letzten Kriegsmonate in der Schlacht um Budapest. Wieder andere Teile, darunter auch Heszlényi, zogen sich nach Westen zurück. Zuletzt fungierten Heszlényis Truppen nur noch als Baubataillone zum Errichten von Verteidigungsstellungen. Am 8. Mai 1945 geriet Heszlényi im Raum Linz-Salzburg in US-amerikanische Kriegsgefangenschaft. Darunter auch sein Sohn, Fähnrich József Heszlényi junior, der im Stabe seines Vaters diente. Nach seiner Gefangennahme wurde Heszlényi auf dem Truppenübungsplatz nach Döllersheim verbracht und wenig später an die Sowjetunion ausgeliefert.
Von diesen wurde Heszlényi in ein unbekanntes Lager in der Sowjetunion gebracht, wo er am 19. Juni 1945 durch Aufschneiden seiner Pulsadern durch eine Rasierklinge Suizid beging. Veit Scherzer benennt seinen Todestag mit dem 8. Mai 1945 durch Freitod in Zwettl.
Am 19. Juni 1945 wurde Heszlényi von einem Militärtribunal postum degradiert sowie aus der ungarischen Armee unehrenhaft entlassen.

## Nachbetrachtung
Heszlényi wurde in der Volksrepublik Ungarn als Kriegsverbrecher, deutschfreundlicher Sympathisant sowie als Anhänger der faschistischen Pfeilkreuzler angesehen. Wieder andere Bücher, die nach dem Zusammenbruch des kommunistischen Regimes erschienen, können diese Angaben nicht bestätigen. Der Autor des Buches Die ungarischen Inhaber des Ritterkreuzes des Eisernen Kreuzes Attila Ótott Kovács kam im Zuge seiner Recherchen zu seinem Buch zu dem Ergebnis, dass Heszlényi tatsächlich deutschfreundlich eingestellt war und auch als ein Anhänger der Pfeilkreuzler betrachtet werden kann.

## Auszeichnungen

### Nationale Auszeichnungen
- Ungarischer Verdienstorden
  - Großkreuz am Kriegsband mit Schwertern[15]
  - Kommandeurskreuz mit Stern am Kriegsband mit Kriegsabzeichen und Schwertern[15]
  - Kommandeurkreuz mit Stern[15]
  - Offizierskreuz[15]
- Orden der Eisernen Krone III. Klasse mit Kriegsdekoration und Schwertern (zweifache Verleihung)[15]
- Österreichisches Militärverdienstkreuz III. Klasse mit Kriegsabzeichen Schwertern[15]
- Signum Laudis[15]
  - Silbermedaille am Band des Militärverdienstkreuzes mit Schwertern[15]
  - Bronzemedaille am Band des Militärverdienstkreuzes mit Schwertern[2]
- Ungarische Bronzemedaille mit der Heiligen Krone mit Schwertern und der Miniatur des Ritterkreuzes des Leopold-Ordens mit Schwertern[2]
- Österreichisch-kaiserlicher Leopold-Orden Ritterkreuz mit Schwertern[2]
- Ehrenzeichen des Ungarischen Roten Kreuzes Offizierskreuz mit Kriegsdekoration[2]
- Karl-Truppenkreuz[2]
- Feuerkreuz für Frontkämpfer mit Kranz[2]
- Verwundetenmedaille mit einem Streifen (einmalige Verwundung)[2]
- Ungarische Weltkriegs-Erinnerungsmedaille mit Schwertern[2]
- Militär-Offiziersdienstzeichen II. Klasse[2]
- Erinnerungsmedaille an die Befreiung Siebenbürgens[2]
- Erinnerungskreuz 1912/13[2]

### Ausländische Auszeichnungen
- Eisernes Kreuz II. und I. Klasse[2] am 17. April 1943 bzw. am ???
- Verdienstorden vom Deutschen Adler 2. Klasse mit Schwertern und Stern[2]
- Ritterkreuz des Eisernen Kreuzes am 28. Oktober 1944[2]
- Orden der Krone von Italien Kommandeurkreuz[2]